# Borki (powiat radzyński)
Borki – wieś w Polsce w województwie lubelskim, w powiecie radzyńskim, w gminie Borki. Leży nad Bystrzycą, na pograniczu Równiny Łukowskiej i Pradoliny Wieprza, przy drodze krajowej nr 19.
| SIMC    | Nazwa   | Rodzaj    |
| ------- | ------- | --------- |
| 1024043 | Hektary | część wsi |

Miejscowość jest siedzibą gminy Borki, stanowi także sołectwo gminy Borki. Jest również siedzibą parafii Najświętszej Maryi Panny Wspomożycielki Wiernych w Borkach.
W latach 1954–1972 wieś należała i była siedzibą władz gromady Borki. W latach 1975–1998 miejscowość należała administracyjnie do województwa lubelskiego.